# Spirit on a Mission
Spirit on a Mission è il  terzo album in studio dei Temple of Rock, pubblicato nel 2013 per l'etichetta discografica Nuclear Blast.

## Tracce
1. Live and Let Live
2. Communion
3. Vigilant Man
4. Rock City
5. Saviour Machine
6. Something of the Knight
7. Land of Thunder
8. Bullet Proof
9. Shine On
10. Bridges We Have Burned
11. Restless Heart
12. Wicked
13. Ying and Yang

## Formazione
- Doogie White - voce
- Michael Schenker - chitarra
- Wayne Findlay - chitarra
- Francis Buchholz - basso
- Herman Rarebell - batteria